# Cosme I de Médici
Cosme I de Médici (Florencia, 12 de junio de 1519 - Villa di Castello, 21 de abril de 1574) fue un aristócrata italiano, segundo duque de la República de Florencia (1537-1569) y primer gran duque de Toscana (1569-1574), durante los últimos años del Renacimiento.

## Resumen
Entre sus obras cabe destacar:
- La expansión de Florencia, para controlar Siena y la mayor parte de la Toscana;
- la creación del Uffizi, originariamente destinado a alojar el gobierno y, hoy en día, una de las más prestigiosas galerías de arte del mundo;
- la marina florentina que jugó un papel en la Batalla de Lepanto;
- la compra por parte de su esposa Leonor de Toledo del Palacio Pitti para convertirlo en su domicilio hasta su muerte;
- la creación de los magníficos Jardines de Boboli detrás del Palacio Pitti;
- la promoción de la Universidad de Pisa;
- un sinnúmero de logros en economía, arquitectura y arte, incluyendo el apoyo a Giorgio Vasari, Benvenuto Cellini y Bernardo Buontalenti, entre otros.

## Duque de Florencia

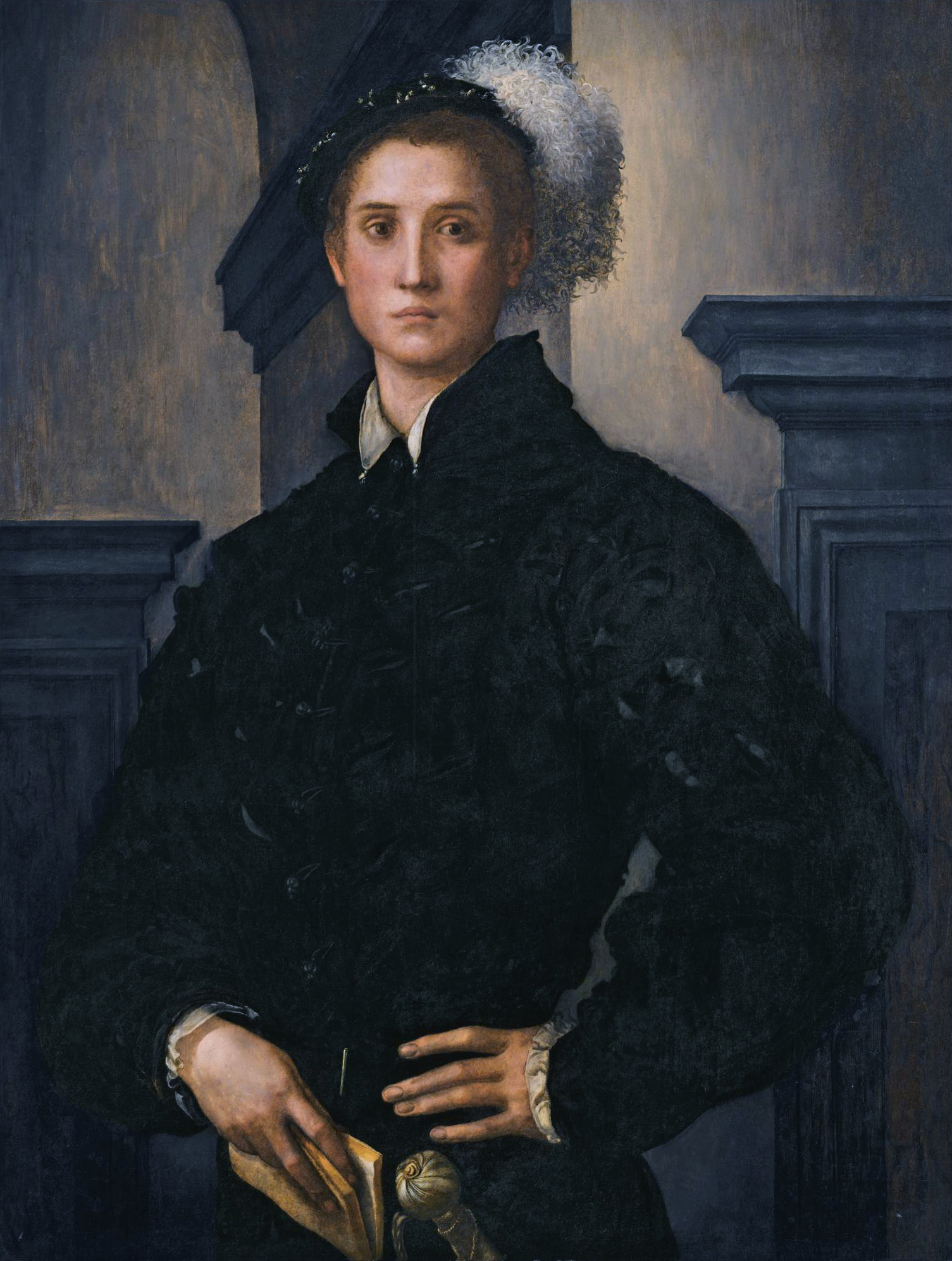
Cosme de Médici en su juventud, por Pontormo.

Cosme I de Médici (Cosimo en italiano) hijo del comandante y condotiero Juan de Médici o Giovanni dalle Bande Nere (en italiano) y de Maria Salviati, llegó al poder el año 1537, con solo diecisiete años, después del asesinato del I duque de la República de Florencia, Alejandro de Médici. El crimen fue ordenado por Lorenzino de Médici, primo lejano del duque, quien quiso aprovechar la ocasión para sustituir a su pariente y tomar el poder en Florencia. 
Ninguna de las familias importantes estaba en condiciones de pretender el puesto de los Médici ni parecían oponerse a la fagocitación del emperador Carlos V del Sacro Imperio Romano Germánico o, finalmente, a la restauración de la República de Florencia, cuando Cosme, un perfecto desconocido, apareció en la ciudad, seguido de unos pocos siervos. Venía de Mugello, donde había crecido después de la muerte de su padre y pretendió hacerse nombrar Duque, no obstante pertenecer a una rama secundaria de la familia. En efecto, vista su juventud y su apariencia modesta, muchos personajes influyentes de la Florencia de la época, esperaban encontrar a un joven débil, distraído, atraído solamente por la caza y las mujeres; una persona fácil de influir. Cosme, fue entonces, nombrado jefe de gobierno con una cláusula según la cual, el poder sería ejercido por el Consejo de los 48. Pero Cosme había heredado por entero el espíritu batallador y, a veces cruel, de su abuela Catalina Sforza.
Apenas investido publicó un decreto en el que excluía a Lorenzino y a sus descendientes de cualquier derecho de sucesión, desautorizó al Consejo y asumió la autoridad absoluta. Restauró la dinastía de los Médici, que gobernó Florencia hasta el mandato del último gran duque, Juan Gastón de Médici (1671-1737). Las estructuras gubernamentales que promovió permanecieron vigentes incluso hasta su absorción por el Imperio austrohúngaro y hasta que se proclamó el Reino de Italia.
La tiranía de Cosme I causó el exilio voluntario de varios notables de la ciudad, que obtuvieron el apoyo de Francia para deponer a Cosme. A finales de julio de 1537 invadieron Toscana al mando de Bernardo Salviati y de Piero Strozzi, casado con una Médici de la rama de Lorenzino, e hijo de una Médici. 
Cosme reunió sus mejores tropas, al mando de Alessandro Vitelli y se enfrentó a los invasores en Montemurlo el 1 de agosto de 1537, donde sitió el castillo en que se refugiaban. El asedio duró pocas horas y terminó con la captura de los asediados, obteniendo así Cosme su primera victoria militar. Aunque no había derrotado las mejores tropas enemigas, sí habían caído la mayoría de sus jefes y al enterarse las tropas de ese resultado, se retiraron definitivamente. Los jefes capturados fueron decapitados en la Plaza de Bargello. Filippo Strozzi, padre de Piero fue encontrado muerto y a su lado una espada ensangrentada y un billete con una cita de Virgilio: probablemente fue asesinado. Toda su vida Cosme mostró crueldad hacia quienes se rebelaron contra su dominio. Creía además necesario hacer ver que su despotismo se ejercía principalmente contra los nobles y los ricos burgueses florentinos y no contra el pueblo.
Después de la victoria en Montemurlo, Cosme fue reconocido como duque por el emperador Carlos V del Sacro Imperio Romano Germánico a cambio de su ayuda contra los franceses.

## Matrimonios

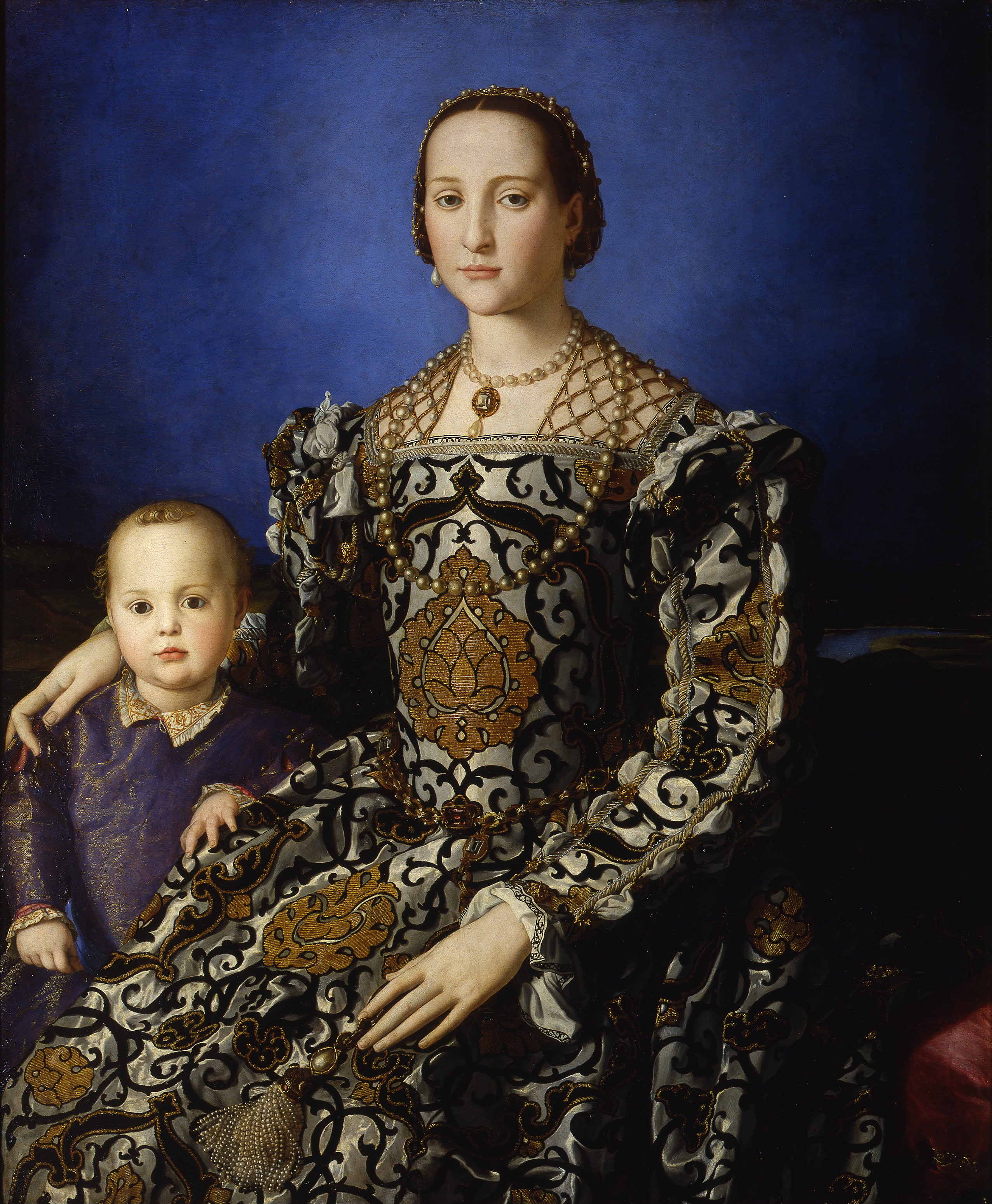
Leonor de Toledo con su hijo Giovanni, por Agnolo Bronzino.

Cosme se casó en 1539, a la edad de veinte años con Leonor Álvarez de Toledo y Osorio (1522-1562), buscando una esposa que pudiera ayudarle a reforzar su posición política. El matrimonio fue del agrado del emperador Carlos V, ya que el Reino de España lograba una alianza con los Médici que le permitía mantener tropas españolas dentro de los territorios toscanos. 
Inicialmente Cosme quiso casarse con Margarita de Austria, hija natural del emperador y viuda del duque Alejandro de Médici. Pero no obtuvo más que un rechazo sordo, con la pretensión de que fuese dado a la viuda una buena parte del patrimonio de los Médici. La candidata perfecta fue entonces Leonor, hermosa mujer, hija del virrey de Nápoles Don Pedro Álvarez de Toledo y Zúñiga, uno de los hombres más poderosos e influyentes de la península itálica, y nieta del segundo duque de Alba de Tormes, de la  casa de Álvarez de Toledo -uno de los linajes más importantes de España- y de la II marquesa de Villafranca del Bierzo.
Se encontró con Leonor por primera vez en la villa medicea de Poggio a Caiano y celebraron con grandes fiestas la boda en la basílica de San Lorenzo de Florencia. El retrato de Leonor es la obra más importante del pintor Bronzino, actualmente conservada en Uffizi. Gracias a su matrimonio, Cosme accedió a la gran riqueza de su mujer y garantizó la alianza con el Virrey de Nápoles. Con la dote recibida, Cosme inició una colección de antigüedades etruscas y egipcias.
Cosme y Leonor tuvieron once hijos, asegurando en teoría la sucesión y la posibilidad de combinar matrimonios con otras importantes casas reinantes, aunque el único que les sobrevivió en forma duradera fue Fernando I de Médici. Leonor murió en 1562, como también sus hijos Juan y García, los tres víctimas de la malaria, contraída durante un viaje a Pisa, donde esperaban curarse de la tuberculosis que proliferaba por las condiciones de insalubridad, de la que Leonor quiso refugiarse en el Palazzo Pitti de Oltrarno. A pesar de haber comenzado como un matrimonio por conveniencia política y económica, el amor de Cosme y Leonor llegó a ser evidente y él no pudo recuperarse de la pena por el fallecimiento de ella.
Después de la muerte de Leonor en 1562, Cosme tuvo dos hijos con su amante Eleonora degli Albizzi.
En 1570, Cosme se casó con Camilla Martelli (m. 1590), con la que tuvo un hijo.

## Los primeros años de gobierno
El crecimiento del poder de Cosme, iniciado en 1537, se mantuvo de forma irresistible. A partir de 1543, después de haber rescatado la última fortaleza del Emperador, diseñó e instrumentó sistemáticamente un modelo para las particulares condiciones del estado Toscano expuesto a las incursiones de tropas, la guerra civil y el bandidismo y desplegó una sorprendente actividad político-militar:
- Emprendió la realización de nuevas cárceles construyendo fortalezas en Siena, Arezzo, Sansepolcro y Pistoia;
- Reforzó las defensas de origen medieval en Pisa, Volterra y Castrocaro, en Romaña, cerca de Forlì;
- Hizo erigir una muralla nueva en Fivizzano como barrera de los pasos apeninos de Cisa y Cerreto;
- Hizo fortificar San Piero a Sieve, Empoli, Cortona y Montecarlo en los límites de la República de Lucca;
- Hizo construir de nuevo la ciudad-forteza de Portoferraio (Cosmopoli) en la Isla de Elba y la plaza de armas de Sasso di Simone en el Montefeltro y Terra del Sole (Eliopoli), tras la vieja fortaleza de Castrocaro, destinada a ser abandonada, cerca de Forlí, en los límites con los Estados Pontificios.

Como su nombre lo indica, Tierra del Sol, no se trataba sólo de un lugar fortificado, sino de un sitio de veraneo. La distancia de apenas 10 km a Forlí, evidenciaba la fuerte penetración del poder florentino en la Romaña Toscana.
Otra prioridad de Cosme fue la de adquirir mayor independencia frente a las potencias europeas. Abandonó la tradicional alianza de Florencia con los franceses, para apoyar al Emperador, pero logró mayor independencia financiera con respecto al Imperio y el retiro de las guarniciones imperiales de Florencia y Pisa, así como mayor independencia política. 
El temor a los atentados contra su persona lo llevaron a crearse una guardia personal, compuesta de mercenarios suizos. En 1548 en Venecia, fue asesinado Lorenzino de' Medici, por mandato de Cosme, a manos del sicario Giovanni Francesco Lottini. Durante años lo había hecho seguir por toda Europa y con su muerte evitaba cualquier alternativa dinástica a su dominio en Toscana. 
Los años siguientes los dedicó a la conquista de Siena que fue preparada cuando el Emperador reconoció la independencia de la ciudad a cambio de instalar una guarnición española en su interior. Prefirió no intentar la conquista de Lucca, temiendo las represalias económicas que podrían arruinar el comercio de Florencia (como había ocurrido tras la conquista de Pisa). Intentó en cambio obtener Pontremoli y Córcega que por escapar del dominio de Génova, habían aceptado la unión con Toscana, con la cual tenían, vínculos culturales y lingüísticos.
Sabiendo que no era amado en Florencia, Cosme prefirió reclutar su ejército fuera de sus dominios.

## La conquista de Siena
En 1552, Siena se rebeló contra el Sacro Imperio Romano Germánico, expulsó la guarnición española y llamó a las tropas francesas. En 1553 una expedición militar, enviada por el virrey de Nápoles, Pedro Álvarez de Toledo, intentó reconquistar la ciudad, pero desistió tras fallecer el virrey. En 1554 Cosme obtuvo la autorización del emperador Carlos V para hacer la guerra contra Siena utilizando su propio ejército. Después de vencer en la batalla de Marciano, asedió Siena. El 17 de abril de 1555, la ciudad cayó: la población había disminuido de 40 mil a 6 mil habitantes. 
Siena se consideró protectorado imperial hasta 1557, cuando fue cedida a Cosme por el rey Felipe II de España, quien reservó para sí Orbetello, Porto Ercole, Talamone, Monte Argentario y Porto Santo Stefano, que formaron el Stato dei Presidi (Presidios de Toscana). En 1559, mediante la Paz de Cateau-Cambrésis Cosme obtuvo Montalcino, último distrito de Siena bajo protección francesa.

## La organización del estado
Aunque Cosme ejerció el poder en forma despótica, la administración que configuró en Toscana fue un estado que resistió el paso del tiempo. Despojó de sus facultades a la mayor parte de las más importantes familias florentinas, de cuyos componentes desconfiaba y en cambio reclutó funcionarios de origen humilde. Dividió jurídica y administrativamente el territorio en "Estado antiguo" (Florencia y su territorio) y "Estado nuevo" (Siena), manteniendo las dos zonas separadas. Renovó la administración de justicia, promulgando un nuevo código penal y propiciando la eficiencia de los magistrados y la policía. Sus cárceles eran las más temidas de Italia.
Trasladó su residencia del Palazzo Medici -hoy Palazzo Medici Riccardi- al Palazzo Vecchio, de modo que cada florentino tuviera bien claro que el poder estaba totalmente en sus manos. Años más tarde se mudó al Palazzo Pitti, edificio que fue comprado por su esposa Leonor Álvarez de Toledo, en 1549, a Buonaccorso Pitti, descendiente de Luca.
Introdujo y financió la fabricación de alfombras. Construyó calles, alcantarillados, puertos. Dotó a las ciudades toscanas de fortalezas. Reforzó el ejército; instituyó en 1561 la Orden Militar de San Esteban y modernizó la flota florentina, que participó en la Batalla de Lepanto. Promovió las actividades económicas, incluidas nuevas industrias y la recuperación de labores antiguas (como la extracción de mármol en Seravezza). El continuo aumento de los impuestos, a pesar del incremento del comercio, causó descontento popular que se incrementó con sus sucesores. Fue sin embargo, muy pródigo como mecenas.
Fomentó el estudio de la Alquimia y de ciencias esotéricas, pasión heredada de su abuela Caterina Sforza.

## Gran duque de Toscana

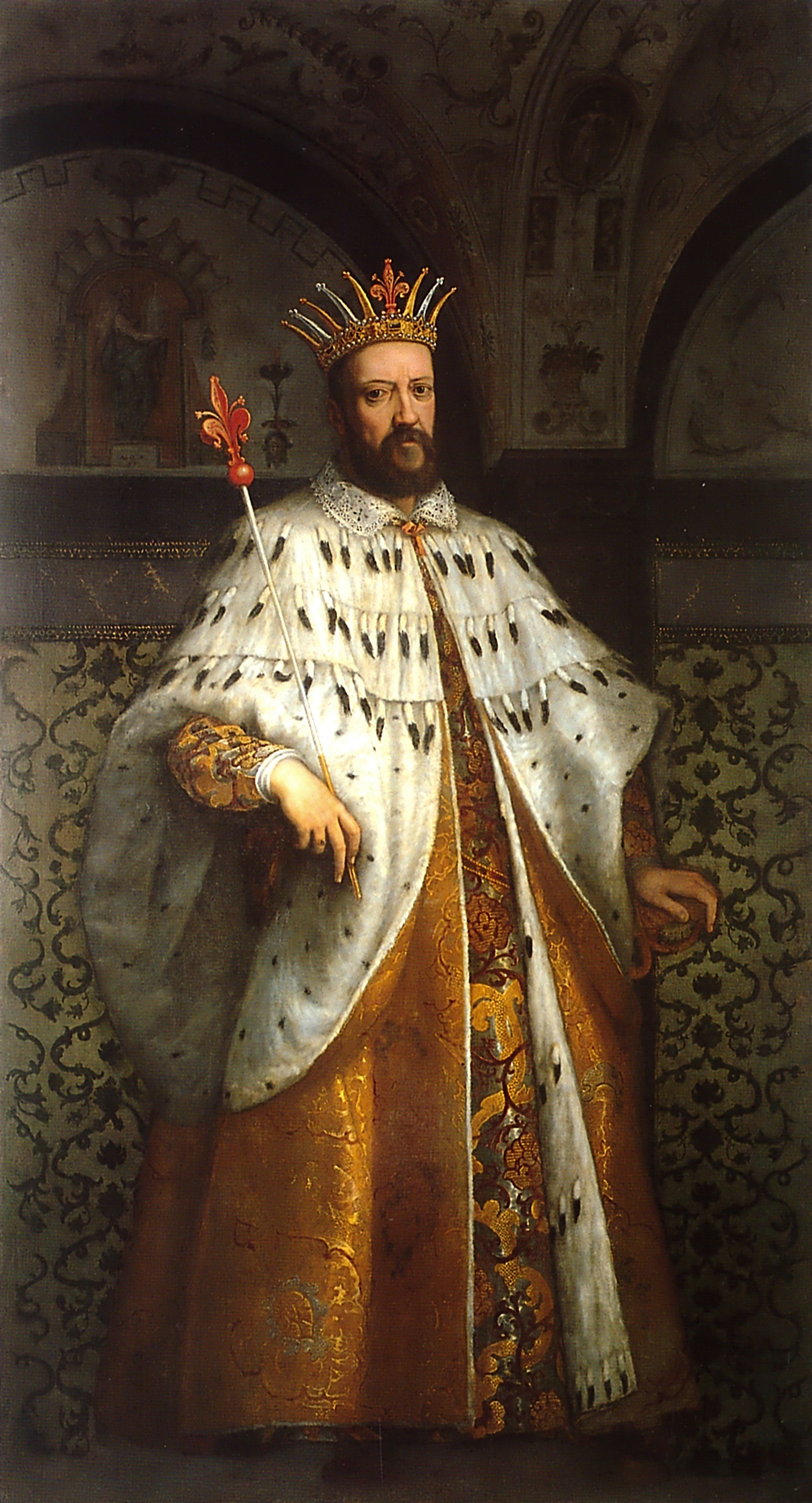
Cosme de Médici, el gran duque de Toscana.

Cosme no se resignó a ser un vasallo del emperador Carlos V y buscó mayor independencia política. Solicitó del papa Paulo IV el título de rey, pero fue en vano. Finalmente, en 1569, después de muchos favores a cambio, Pío V emitió una Bula que creó el Gran Ducado de Toscana, que en lo sucesivo sería coronado por el papa en Roma. Por considerar que el derecho a establecer un Gran Ducado estaba reservado al emperador, España y Austria se negaron a reconocerlo, mientras Francia e Inglaterra aguardaron, para reconocerlo finalmente; con el paso del tiempo, todos los estados europeos acabaron por reconocerlo.

## Los últimos años
La muerte de su esposa Leonor y sus dos hijos en 1562 sumieron a Cosme en la depresión. 
Después de una relación con Eleonora degli Albizi, con la cual tuvo 2 hijos naturales, en 1570 Cosme contrajo matrimonio morganático con Camilla Martelli, con quien había tenido una hija natural. 
En 1574 abdicó a favor de su hijo Francisco I de Médici, retirándose a la Villa di Castello cerca de Florencia. 
Tuvo desacuerdos de fondo con el comportamiento y la visión política de su hijo Francisco I hasta su muerte el 21 de abril de 1574.

## El mecenas y las artes

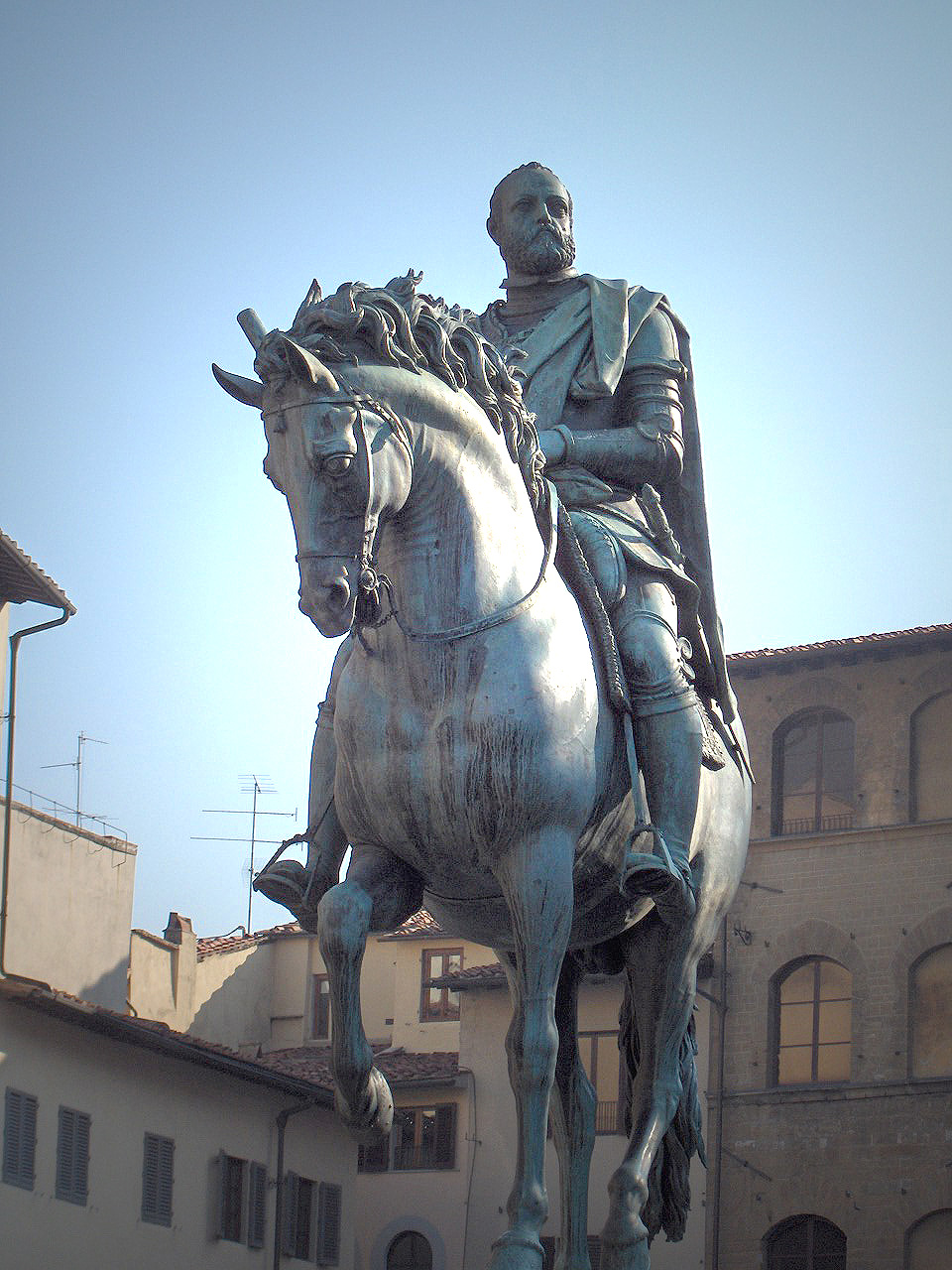
Estatua ecuestre de Cosme I de Médici, obra de Juan de Bolonia, Plaza de la Signoria, Florencia

Cosme de Médici fue un gran mecenas. Entre las obras que promovió Cosme se recuerda especialmente los Uffizi, originariamente destinado a oficinas del estado y actualmente uno de los más importantes museos del mundo. Culminó la construcción del Palazzo Pitti, que se convirtió en la residencia oficial de los Medici; creó los maravillosos Jardines de Boboli, cerca de la residencia del Gran Duque. Comunicó su nueva residencia con el Palacio Vecchio a través del Corredor de Vasari. Financió a muchos artistas, como Giorgio Vasari, Agnolo Bronzino y Benvenuto Cellini. Coleccionó numerosos objetos etruscos, chiusini y de otras culturas antiguas.
Una gran estatua ecuestre de Cosme I, erigida en Giambologna, se encuentra ahora en la Plaza de la Señoría, en Florencia.

## Descendencia
La descendencia del gran duque de Toscana, Cosme de Médici, tuvo mala fortuna a causa de la tuberculosis, endémica en Florencia, y de la malaria presente en la costa.
Además de su esposa Leonor de Toledo, murieron de malaria sus hijos: María, Giovanni y García; Bia murió a los cinco años de causa desconocida, otros cinco murieron aún jóvenes; Francisco y Lucrecia murieron en plena madurez, se sospecha que por envenenamiento (lo cual fue confirmado para el caso de Francisco en 2006); Isabel fue estrangulada por su marido; Pedro fue a su vez un uxoricida, otro protagonista de múltiples fracasos, que tuvo sólo hijos "bastardos"; de los restantes Juan y Virginia, hijos naturales, únicamente Virginia fue legítimada y siendo anciana fue declarada "loca". 
Fernando I de Médici, fue el único que murió en la vejez y que pudo dejar una memoria duradera.
| Imagen | Nombre               | Nació | Murió | Edad de la muerte | Nota |
| ------ | -------------------- | ----- | ----- | ----------------- | --- |
|        | Bia                  | 1537  | 1542  | 5 años            | Hija natural de madre desconocida. Fragmento de un retrato de Bronzino.                                  |
|        | María                | 1540  | 1557  | 17 años           | Murió de malaria.                                                                                        |
|        | Francisco I          | 1541  | 1587  | 46 años           | Esposo de Juana de Habsburgo-Jagellón y en segundas nupcias de Bianca Cappello. Fue envenenado.          |
|        | Isabel               | 1542  | 1576  | 34 años           | Esposa de Paolo Giordano Orsini, murió estrangulada por este.                                            |
|        | Giovanni             | 1543  | 1562  | 19 años           | Murió de malaria.                                                                                        |
|        | Lucrecia             | 1545  | 1561  | 16 años           | Esposa de Alfonso II de Este, duque de Ferrara, se sospecha que fue envenenada por su marido.            |
|        | Pedricco             | 1546  | 1547  | casi 1 año        | |
|        | García de Médicis    | 1547  | 1562  | 15 años           | Murió de malaria                                                                                         |
|        | Antonio              | 1548  | 1548  | 0                 | |
|        | Fernando I de Médici | 1549  | 1609  | 60 años           | Cardenal muy joven, se casó luego con Cristina de Lorena.                                                |
|        | Ana                  | 1553  | 1553  | 0                 | |
|        | Pedro                | 1554  | 1604  | 50 años           | Esposo de Leonor de Toledo a la que mató por supuesto adulterio; se casó en 1593 con Beatriz de Meneses. |
|        | Hija sin nombre      | 1566  | 1566  | 0                 | Nacida de Eleonora degli Albizi, natural.                                                                |
|        | Juan                 | 1567  | 1621  | 54 años           | Nacido de Eleonora degli Albizi, natural.                                                                |
|        | Virginia             | 1568  | 1615  | 47 años           | Nacida de Camilla Martelli, natural; esposa de César de Este, Duque de Módena y Reggio.                  |

## Ascendencia
| Cosme I de Toscana | Padre: condotiero Juan de Médici dalle Bande Nere | Abuelo paterno: Giovanni de Médici il Popolano | Bisabuelo paterno: Pierfrancesco di Lorenzo de' Medici |
| Cosme I de Toscana | Padre: condotiero Juan de Médici dalle Bande Nere | Abuelo paterno: Giovanni de Médici il Popolano | Bisabuela paterna: Laudomia Acciaiuoli                 |
| Cosme I de Toscana | Padre: condotiero Juan de Médici dalle Bande Nere | Abuela paterna: Condesa Caterina Sforza        | Bisabuelo paterno: Duque Galeazzo Sforza               |
| Cosme I de Toscana | Padre: condotiero Juan de Médici dalle Bande Nere | Abuela paterna: Condesa Caterina Sforza        | Bisabuela paterna: Lucrezia Landriani                  |
| Cosme I de Toscana | Madre: Maria Salviati                             | Abuelo materno: Jacopo Salviati                | Bisabuelo materno: Giovanni Salviati                   |
| Cosme I de Toscana | Madre: Maria Salviati                             | Abuelo materno: Jacopo Salviati                | Bisabuela materna: Maddalena Gondi                     |
| Cosme I de Toscana | Madre: Maria Salviati                             | Abuela materna: Lucrezia di Lorenzo de' Medici | Bisabuelo materno: Señor Lorenzo el Magnnifico         |
| Cosme I de Toscana | Madre: Maria Salviati                             | Abuela materna: Lucrezia di Lorenzo de' Medici | Bisabuela materna: Señora Clarice Orsini               |

## Sucesión
| Predecesor: Alessandro de Médicis | Duque de Florencia 1537 - 1569    | Sucesor: Título abolido        |
| Predecesor: Nuevo título          | Gran Duque de Toscana 1569 - 1574 | Sucesor: Francisco I de Médici |
| Predecesor: Jacobo VI Appiano     | Señor de Piombino 1548 - 1557     | Sucesor: Jacobo VI Appiano     |

- Datos: Q48547
- Multimedia: Cosimo I de' Medici, Grand Duke of Tuscany / Q48547